# ISD (entreprise)
Pour les articles homonymes, voir ISD.
ISD est un conglomérat ukrainien, présent notamment dans la sidérurgie. L'entreprise est basée à Donetsk.

## Sponsoring
Le conglomérat est le sponsor de l'équipe cycliste Lampre-ISD (en 2011 et 2012) et du Grand Prix ISD (depuis 2015).